# Chlorarachniophyta
Chlorarachniaceae
Sous-embranchement
Classe
Ordre
Famille
Genres de rang inférieur
- Voir le texte

Les Chlorarachniophytes (ou Chlorarachniophyta) sont un sous-embranchement d'eucaryotes unicellulaires classé parmi les Cercozoa, ou parmi les Viridiplantae selon les auteurs.
Il contient une seule classe : les Chlorarachniophyceae (ou Chlorarachnea, parfois classées dans le sous-embranchement des Reticulofilosa), avec deux ordres : les Minorisales (une espèce) et les Chlorarachniales (ou Chlorarachnida). 
Ce dernier ordre ne comporte qu'une seule famille, les Chlorarachniaceae (ou Chlorarachiidae), qui comprend elle-même 15 espèces décrites en 2022. Les cellules sont nues et amiboïdes. Elles sont réunies entre elles par des filopodes à l'intérieur d'un plasmode.

## Étymologie
Le mot Chlorarachniophyta est composé à partir du nom de genre Chlorarachnion (du grec χλωρός, khlōros, « vert », et Ἀράχνη, arákhnê, « araignée, toile d'araignée ») et du suffixe -phyta (du grec φυτόν, phyton, « végétal ») indiquant un règne d’algues en nomenclature botanique.

## Caractéristiques propres
- le flagelle de la zoospore est enroulé en spirale autour de la cellule pendant la nage.
- le chloroplaste est bilobé, contenant de la chlorophylle a et b, entouré par quatre membranes, ce qui indique qu'il y a eu endosymbiose d'un Eucaryote photosynthétique. Les analyses moléculaires indiquent qu'il s'agit d'une algue verte parmi les Chlorophytes, mais sa nature exacte reste sujette à controverse[3]. Ce phénomène se retrouve dans d'autres taxons comme les Straménopiles... Les thylakoïdes sont groupés par deux ou trois.
- le nucléomorphe est situé dans une dépression à la surface du pyrénoïde.

Représentation d'un Chlorarachniophyte

1. Filopode
2. Extrusomes
3. Mitochondrie
4. Vésicule de coiffage
5. Appareil de Golgi
6. Nucléomorphe
7. Plastes (4, vert secondaire)
8. Thylakoïde empilé
9. Pyrénoïde
10. Globules
11. Réticulum endoplasmique lisse
12. Nucléole
13. Noyau
14. Proie dans le phagosome
15. Vacuole digestif

## Écologie
Les Chlorarachniophytes vivent associées à des algues vertes siphonées (Bryopsidales). Elles pénètrent dans les filaments morts de ces algues pour s'y développer.
Elles peuvent se nourrir d'organismes unicellulaires, capturés par leurs filopodes, puis phagocytés, bien que la photosynthèse soit réalisée.
Les Chlorarachniophytes sont à même de produire des zoospores (forme de dispersion) et des kystes (formes de résistance).

## Liste des espèces de Chlorarachniophytes
D'après AlgaeBase (novembre 2022)
- genre Amorphochlora
  - Amorphochlora amoebiformis
- genre Bigelowiella
  - Bigelowiella longifila
  - Bigelowiella natans
- genre Chlorarachnion
  - Chlorarachnion reptans
- genre Cryptochlora
  - Cryptochlora perforans
- genre Gymnochlora
  - Gymnochlora dimorpha
  - Gymnochlora stellata
- genre Lotharella
  - Lotharella globosa
  - Lotharella globosa var. fortis
  - Lotharella oceanica
  - Lotharella polymorpha
  - Lotharella reticulosa
  - Lotharella vacuolata
- genre Norrisiella
  - Norrisiella sphaerica
- genre Partenskyella[4]
  - Partenskyella glossopodia
- genre Viridiuvalis
  - Viridiuvalis adhaerens

## Référence bibliographique
1. 1 2  I(en) Ken-ichiro Ishida, Takeshi Nakayama et Yoshiaki Hara, « Taxonomic studies on the Chlorarachniophyta. II. Generic delimitation of the chlorarachniophytes and description of Gymnochlora stellata gen. et sp. nov. and Lotharella gen. nov. », Phycological Research, vol. 44, no 1,‎ mars 1996, p. 37-45 (DOI 10.1111/j.1440-1835.1996.tb00036.x)
2. ↑  Les Chlorarachiaceae sur le site AlgaeBase
3. ↑  Bruno de Reviers, Biologie et phylogénie des algues, vol. 2 : tome 2, Paris, Belin, coll. « Belin Sup Sciences / Biologie », février 2003, 255 p. [détail de l’édition] (ISBN 2-7011-3512-5, ISSN 1158-3762), p. 118
4. ↑  Ōta et al., 2008, Partenskyella glossopodia gen. et sp. nov., the first report of a Chlorarachniophyte that lacks a pyrenoid.

- Classification phylogénétique du vivant par Guillaume Lecointre et Hervé Le Guyader aux éditions Belin

### Chlorarachniophyta
- (en) AlgaeBase : sous-embranchement Chlorarachniophyta (+classification)
- (en) Tree of Life Web Project : Chlorarachniophyta

### Chlorarachniophyceae
- (en) AlgaeBase : classe Chlorarachniophyceae (+classification)
- (en) Catalogue of Life : Chlorarachniophyceae
- (en) NCBI : Chlorarachniophyceae (taxons inclus)

### Chlorarachniales
- (en) AlgaeBase : ordre Chlorarachniales (+classification)
- (en) Catalogue of Life : Chlorarachniales

### Chlorarachniaceae
- (en) AlgaeBase : famille Chlorarachiaceae (+classification)